# Chronostasis
Chronostasis (från grekiskans χρόνος, chrónos, "tid" samt στάσις "stående") är illusionen som uppstår då man kastar en blick (så kallad saccad) på ett rörlig objekt så upplevs det som att ögonblicket är längre än det egentligen är. Detta syns tydligast när man ser på föremål som rör sig med tydliga intervall, exempelvis sekundvisaren på en klocka.
Orsaken till detta fenomen tros vara att hjärnan förskjuter tidsuppfattningen när ögonen utför snabba rörelser för att ge en sammanhållen uppfattning av tid och rum.
Effekten förekommer även vid auditiva stimuli.